# Algarve Cup 2010
Algarve Cup 2010 var en fotbollsturnering för damlandslag som var den 17:e upplagan av turneringen och spelades mellan den 24 februari och 3 mars 2010 i Algarve, Portugal. Vinnare blev USA som besegrade Tyskland i finalen med 3–2. Sverige vann tredjeprismatchen mot Kina med 2-0.

## Förklaring till placeringsmatcher
- Finalen spelades mellan Ettan i Grupp A och Ettan i Grupp B.
- Match om tredje plats spelades mellan Tvåan i Grupp A och Tvåan i Grupp B.
- Match om femte plats spelades mellan Trean i Grupp A och Trean i Grupp B.
- Match om sjunde plats spelades mellan Fyran i Grupp A och Ettan i Grupp C.
- Match om nionde plats spelades mellan Fyran i Grupp B och Tvåan i Grupp C.
- Match om elfte plats spelades mellan Trean och Fyran i Grupp C.

## Gruppspel
Alla tider är lokala (WET/UTC+0)

### Grupp A
| Nr | Lag      | S | V | O | F | GM | IM | MS  | P |
| -- | -------- | - | - | - | - | -- | -- | --- | - |
| 1  | Tyskland | 3 | 3 | 0 | 0 | 16 | 0  | +16 | 9 |
| 2  | Kina     | 3 | 1 | 1 | 1 | 3  | 6  | −3  | 4 |
| 3  | Danmark  | 3 | 1 | 0 | 2 | 2  | 7  | −5  | 3 |
| 4  | Finland  | 3 | 0 | 1 | 2 | 2  | 10 | −8  | 1 |

|  | 24 februari 2010 15:00 | Kina        | 1 – 1 | Finland       | Municipal Stadium, Lagos                    |                                             |
|  |                        | Han Duan 7′ |       | Sällström 54′ | Domare: Quetzalli Alvarado Godinez (Mexiko) | Domare: Quetzalli Alvarado Godinez (Mexiko) |
|  |                        |             |       |               | Domare: Quetzalli Alvarado Godinez (Mexiko) | Domare: Quetzalli Alvarado Godinez (Mexiko) |
|  |                        |             |       |               | Domare: Quetzalli Alvarado Godinez (Mexiko) | Domare: Quetzalli Alvarado Godinez (Mexiko) |

|  | 24 februari 2010 17:00 | Tyskland                               | 4 – 0 | Danmark | Complexo Desportivo Belavista, Parchal |                               |
|  |                        | Behringer 36′ Prinz 56′ Grings 58′ 82′ |       |         | Domare: Michelle Pye (Kanada)          | Domare: Michelle Pye (Kanada) |
|  |                        |                                        |       |         | Domare: Michelle Pye (Kanada)          | Domare: Michelle Pye (Kanada) |
|  |                        |                                        |       |         | Domare: Michelle Pye (Kanada)          | Domare: Michelle Pye (Kanada) |

|  | 26 februari 2010 15:00 | Danmark | 0 – 2 | Kina            | Municipal Stadium, Lagos           |                                    |
|  |                        |         |       | Xu Yuan 12′ 25′ | Domare: Silvia Reyes Juarez (Peru) | Domare: Silvia Reyes Juarez (Peru) |
|  |                        |         |       |                 | Domare: Silvia Reyes Juarez (Peru) | Domare: Silvia Reyes Juarez (Peru) |
|  |                        |         |       |                 | Domare: Silvia Reyes Juarez (Peru) | Domare: Silvia Reyes Juarez (Peru) |

|  | 26 februari 2010 17:00 | Tyskland                                                 | 7 – 0 | Finland | Complexo Desportivo Belavista, Parchal |                                    |
|  |                        | Grings 34′ 65′ 70′ Popp 61′ 66′ Keßler 77′ M. Müller 84′ |       |         | Domare: Christina Pedersen (Norge)     | Domare: Christina Pedersen (Norge) |
|  |                        |                                                          |       |         | Domare: Christina Pedersen (Norge)     | Domare: Christina Pedersen (Norge) |
|  |                        |                                                          |       |         | Domare: Christina Pedersen (Norge)     | Domare: Christina Pedersen (Norge) |

|  | 1 mars 2010 17:00 | Kina | 0 – 5 | Tyskland                                         | Estádio Algarve, Faro                       |                                             |
|  |                   |      |       | Garefrekes 2′ Mittag 16′ 42′ Peter 75′ Zietz 90′ | Domare: Quetzalli Alvarado Godinez (Mexiko) | Domare: Quetzalli Alvarado Godinez (Mexiko) |
|  |                   |      |       |                                                  | Domare: Quetzalli Alvarado Godinez (Mexiko) | Domare: Quetzalli Alvarado Godinez (Mexiko) |
|  |                   |      |       |                                                  | Domare: Quetzalli Alvarado Godinez (Mexiko) | Domare: Quetzalli Alvarado Godinez (Mexiko) |

|  | 1 mars 2010 17:00 | Danmark            | 2 – 1 | Finland                     | Municipal Stadium, Albufeira      |                                   |
|  |                   | Munk 21′ Nadim 80′ |       | Österberg Kalmari 7′ (str.) | Domare: Marina Wozniak (Tyskland) | Domare: Marina Wozniak (Tyskland) |
|  |                   |                    |       |                             | Domare: Marina Wozniak (Tyskland) | Domare: Marina Wozniak (Tyskland) |
|  |                   |                    |       |                             | Domare: Marina Wozniak (Tyskland) | Domare: Marina Wozniak (Tyskland) |

### Grupp B
| Nr | Lag     | S | V | O | F | GM | IM | MS | P |
| -- | ------- | - | - | - | - | -- | -- | -- | - |
| 1  | USA     | 3 | 3 | 0 | 0 | 6  | 1  | +5 | 9 |
| 2  | Sverige | 3 | 1 | 1 | 1 | 7  | 5  | +2 | 4 |
| 3  | Norge   | 3 | 1 | 1 | 1 | 6  | 6  | 0  | 4 |
| 4  | Island  | 3 | 0 | 0 | 3 | 3  | 10 | −7 | 0 |

|  | 24 februari 2010 15:00 | USA                             | 2 – 0 | Island | Municipal Stadium, Vila Real de Santo António |                                  |
|  |                        | Altadóttir 60′ (sj.) Cheney 62′ |       |        | Domare: Christine Bek (Tyskland)              | Domare: Christine Bek (Tyskland) |
|  |                        |                                 |       |        | Domare: Christine Bek (Tyskland)              | Domare: Christine Bek (Tyskland) |
|  |                        |                                 |       |        | Domare: Christine Bek (Tyskland)              | Domare: Christine Bek (Tyskland) |

|  | 24 februari 2010 18:00 | Norge                   | 2 – 2 | Sverige                    | Municipal Stadium, Vila Real de Santo António |                                    |
|  |                        | Wiik 7′ Christensen 13′ |       | Sembrant 20′ Landström 53′ | Domare: Kirsi Heikkienen (Finland)            | Domare: Kirsi Heikkienen (Finland) |
|  |                        |                         |       |                            | Domare: Kirsi Heikkienen (Finland)            | Domare: Kirsi Heikkienen (Finland) |
|  |                        |                         |       |                            | Domare: Kirsi Heikkienen (Finland)            | Domare: Kirsi Heikkienen (Finland) |

|  | 26 februari 2010 15:00 | Norge         | 1 – 2 | USA             | José Arcanjo Stadium, Olhão    |                                |
|  |                        | Herlovsen 64′ |       | Wambach 13′ 92′ | Domare: Sung Mi Cha (Sydkorea) | Domare: Sung Mi Cha (Sydkorea) |
|  |                        |               |       |                 | Domare: Sung Mi Cha (Sydkorea) | Domare: Sung Mi Cha (Sydkorea) |
|  |                        |               |       |                 | Domare: Sung Mi Cha (Sydkorea) | Domare: Sung Mi Cha (Sydkorea) |

|  | 26 februari 2010 15:00 | Island           | 1 – 5 | Sverige                                                | Municipal Stadium, Vila Real de Santo António |                                   |
|  |                        | Magnúsdóttir 17′ |       | Dahlkvist 47′ 71′ (str.) Liljegärd 52′ 64′ Asllani 69′ | Domare: Katerina Monzul (Ukraina)             | Domare: Katerina Monzul (Ukraina) |
|  |                        |                  |       |                                                        | Domare: Katerina Monzul (Ukraina)             | Domare: Katerina Monzul (Ukraina) |
|  |                        |                  |       |                                                        | Domare: Katerina Monzul (Ukraina)             | Domare: Katerina Monzul (Ukraina) |

|  | 1 mars 2010 15:00 | USA            | 2 – 0 | Sverige | Desportivo da Nora Park, Ferreiras |                                   |
|  |                   | Cheney 57′ 87′ |       |         | Domare: Efthalia Mitsi (Grekland)  | Domare: Efthalia Mitsi (Grekland) |
|  |                   |                |       |         | Domare: Efthalia Mitsi (Grekland)  | Domare: Efthalia Mitsi (Grekland) |
|  |                   |                |       |         | Domare: Efthalia Mitsi (Grekland)  | Domare: Efthalia Mitsi (Grekland) |

|  | 1 mars 2010 15:00 | Island                            | 2 – 3 | Norge                        | Francisco Vieira Stadium, Silves  |                                   |
|  |                   | Viðarsdóttir 55′ Magnúsdóttir 73′ |       | Gulbrandsen 8′ 58′ Woods 62′ | Domare: Katerina Monzul (Ukraina) | Domare: Katerina Monzul (Ukraina) |
|  |                   |                                   |       |                              | Domare: Katerina Monzul (Ukraina) | Domare: Katerina Monzul (Ukraina) |
|  |                   |                                   |       |                              | Domare: Katerina Monzul (Ukraina) | Domare: Katerina Monzul (Ukraina) |

### Grupp C
| Nr | Lag       | S | V | O | F | GM | IM | MS  | P |
| -- | --------- | - | - | - | - | -- | -- | --- | - |
| 1  | Rumänien  | 3 | 2 | 1 | 0 | 7  | 1  | +6  | 7 |
| 2  | Portugal  | 3 | 2 | 1 | 0 | 7  | 1  | +6  | 7 |
| 3  | Österrike | 3 | 1 | 0 | 2 | 4  | 4  | 0   | 3 |
| 4  | Färöarna  | 3 | 0 | 0 | 3 | 1  | 13 | −12 | 0 |

Not: Portugal och Rumänien drog lotter om deras slutgiltiga placering
|  | 24 februari 2010 14:00 | Portugal                        | 5 – 0 | Färöarna | Complexo Desportivo Belavista, Parchal |                                   |
|  |                        | Vieira 5′ 19′ Edite 41′ 45′ 46′ |       |          | Domare: Efthalia Mitsi (Grekland)      | Domare: Efthalia Mitsi (Grekland) |
|  |                        |                                 |       |          | Domare: Efthalia Mitsi (Grekland)      | Domare: Efthalia Mitsi (Grekland) |
|  |                        |                                 |       |          | Domare: Efthalia Mitsi (Grekland)      | Domare: Efthalia Mitsi (Grekland) |

|  | 24 februari 2010 18:00 | Rumänien        | 2 – 0 | Österrike | Municipal Stadium, Lagos                |                                         |
|  |                        | Duşă 4′ Rus 35′ |       |           | Domare: Theresa Raissa Neguel (Kamerun) | Domare: Theresa Raissa Neguel (Kamerun) |
|  |                        |                 |       |           | Domare: Theresa Raissa Neguel (Kamerun) | Domare: Theresa Raissa Neguel (Kamerun) |
|  |                        |                 |       |           | Domare: Theresa Raissa Neguel (Kamerun) | Domare: Theresa Raissa Neguel (Kamerun) |

|  | 26 februari 2010 14:00 | Portugal | 0 – 0 | Rumänien | Complexo Desportivo Belavista, Parchal    |  |
|  |                        |          |       |          | Domare: Carolina Gonzalez Urrutia (Chile) |  |
|  |                        |          |       |          |                                           |  |
|  |                        |          |       |          |                                           |  |

|  | 26 februari 2010 18:00 | Österrike                 | 3 – 0 | Färöarna | Municipal Stadium, Lagos |  |
|  |                        | Burger 7′ Gröbner 28′ 59′ |       |          |                          |  |
|  |                        |                           |       |          |                          |  |
|  |                        |                           |       |          |                          |  |

|  | 1 mars 2010 14:00 | Färöarna   | 1 – 5 | Rumänien                          | CD Montechoro, Albufeira     |                              |
|  |                   | Hansen 11′ |       | Rus 3′ 6′ 75′ Iuşan 78′ Pavel 91′ | Domare: Faduma Dia (Senegal) | Domare: Faduma Dia (Senegal) |
|  |                   |            |       |                                   | Domare: Faduma Dia (Senegal) | Domare: Faduma Dia (Senegal) |
|  |                   |            |       |                                   | Domare: Faduma Dia (Senegal) | Domare: Faduma Dia (Senegal) |

|  | 1 mars 2010 14:00 | Portugal                    | 2 – 1 | Österrike   | Estádio Algarve, Faro   |                         |
|  |                   | Matias 71′ (str.) Couto 81′ |       | Gröbner 13′ | Domare: Jia Wang (Kina) | Domare: Jia Wang (Kina) |
|  |                   |                             |       |             | Domare: Jia Wang (Kina) | Domare: Jia Wang (Kina) |
|  |                   |                             |       |             | Domare: Jia Wang (Kina) | Domare: Jia Wang (Kina) |

## Placeringsmatcher

### 11:e plats
|  | 3 mars 2010 11:00 | Österrike                                                 | 6 – 0 | Färöarna | José Arcanjo Stadium, Olhão        |                                    |
|  |                   | Hanschitz 59′ 91′ Gröbner 68′ Burger 73′ Puntigam 75′ 89′ |       |          | Domare: Silvia Reyes Juarez (Peru) | Domare: Silvia Reyes Juarez (Peru) |
|  |                   |                                                           |       |          | Domare: Silvia Reyes Juarez (Peru) | Domare: Silvia Reyes Juarez (Peru) |
|  |                   |                                                           |       |          | Domare: Silvia Reyes Juarez (Peru) | Domare: Silvia Reyes Juarez (Peru) |

### 9:e plats
|  | 3 mars 2010 13:00 | Portugal | 0 – 3 | Island                                            | Estádio Algarve, Faro              |                                    |
|  |                   |          |       | Magnúsdóttir 49′ Viðarsdóttir 62′ Lárusdóttir 93′ | Domare: Christina Pedersen (Norge) | Domare: Christina Pedersen (Norge) |
|  |                   |          |       |                                                   | Domare: Christina Pedersen (Norge) | Domare: Christina Pedersen (Norge) |
|  |                   |          |       |                                                   | Domare: Christina Pedersen (Norge) | Domare: Christina Pedersen (Norge) |

### 7:e plats
|  | 3 mars 2010 11:00 | Finland | 0 – 1 | Rumänien  | Francisco Vieira Stadium, Silves        |                                         |
|  |                   |         |       | Pavel 17′ | Domare: Theresa Raissa Neguel (Kamerun) | Domare: Theresa Raissa Neguel (Kamerun) |
|  |                   |         |       |           | Domare: Theresa Raissa Neguel (Kamerun) | Domare: Theresa Raissa Neguel (Kamerun) |
|  |                   |         |       |           | Domare: Theresa Raissa Neguel (Kamerun) | Domare: Theresa Raissa Neguel (Kamerun) |

### 5:e plats
|  | 3 mars 2010 11:00 | Danmark                | 2 – 1 | Norge        | Desportivo da Nora Park, Ferreiras |                                |
|  |                   | Rasmussen 48′ Veje 60′ |       | Pedersen 94′ | Domare: Sung Mi Cha (Sydkorea)     | Domare: Sung Mi Cha (Sydkorea) |
|  |                   |                        |       |              | Domare: Sung Mi Cha (Sydkorea)     | Domare: Sung Mi Cha (Sydkorea) |
|  |                   |                        |       |              | Domare: Sung Mi Cha (Sydkorea)     | Domare: Sung Mi Cha (Sydkorea) |

### 3:e plats
|  | 3 mars 2010 11:00 | Kina | 0 – 2 | Sverige                   | Municipal Stadium, Albufeira  |                               |
|  |                   |      |       | Dahlkvist 13′ Fischer 68′ | Domare: Michelle Pye (Kanada) | Domare: Michelle Pye (Kanada) |
|  |                   |      |       |                           | Domare: Michelle Pye (Kanada) | Domare: Michelle Pye (Kanada) |
|  |                   |      |       |                           | Domare: Michelle Pye (Kanada) | Domare: Michelle Pye (Kanada) |

### Final
|  | 3 mars 2010 16:00 | Tyskland       | 2 – 3 | USA                              | Estádio Algarve, Faro                           |                                                 |
|  |                   | Grings 41′ 74′ |       | Lloyd 18′ Wambach 22′ Cheney 69′ | Publik: 1 200 Domare: Kirsi Heikkinen (Finland) | Publik: 1 200 Domare: Kirsi Heikkinen (Finland) |
|  |                   |                |       |                                  | Publik: 1 200 Domare: Kirsi Heikkinen (Finland) | Publik: 1 200 Domare: Kirsi Heikkinen (Finland) |
|  |                   |                |       |                                  | Publik: 1 200 Domare: Kirsi Heikkinen (Finland) | Publik: 1 200 Domare: Kirsi Heikkinen (Finland) |

| Tyskland | USA |

| TYSKLAND:   |    |                        |  |     |
|             |    |                        |  |     |
| MV          | 1  | Nadine Angerer         |  |     |
| F           | 4  | Babett Peter           |  |     |
| F           | 22 | Bianca Schmidt         |  |     |
| F           | 15 | Sonja Fuss             |  |     |
| MF          | 9  | Birgit Prinz (k)       |  |     |
| MF          | 29 | Lena Goeßling          |  | 29′ |
| MF          | 18 | Kerstin Garefrekes     |  |     |
| MF          | 7  | Melanie Behringer      |  | 86′ |
| MF          | 19 | Fatmire Bajramaj       |  | 46′ |
| A           | 8  | Inka Grings            |  |     |
| A           | 11 | Anja Mittag            |  | 70′ |
| Avbytare:   |    |                        |  |     |
| MV          | 12 | Ursula Holl            |  |     |
| F           | 3  | Saskia Bartusiak       |  |     |
| F           | 5  | Annike Krahn           |  |     |
| A           | 13 | Célia Okoyino da Mbabi |  | 46′ |
| MF          | 14 | Kim Kulig              |  |     |
| A           | 16 | Martina Müller         |  | 86′ |
| MF          | 20 | Jennifer Zietz         |  | 29′ |
| MF          | 27 | Alexandra Popp         |  | 70′ |
| Tränare:    |    |                        |  |     |
| Silvia Neid |    |                        |  |     |

| USA:         |    |                  |     |     |
|              |    |                  |     |     |
| MV           | 1  | Hope Solo        |     |     |
| F            | 17 | Meghan Schnur    |     |     |
| F            | 2  | Heather Mitts    | 39' |     |
| F            | 6  | Amy LePeilbet    |     |     |
| F            | 26 | Rachel Buehler   |     |     |
| MF           | 7  | Shannon Boxx (k) |     |     |
| MF           | 9  | Heather O'Reilly |     |     |
| MF           | 10 | Carli Lloyd      | 46' |     |
| A            | 8  | Amy Rodriguez    |     | 59′ |
| A            | 11 | Lauren Cheney    |     | 83′ |
| A            | 20 | Abby Wambach     |     |     |
| Avbytare:    |    |                  |     |     |
| MV           | 18 | Nicole Barnhart  |     |     |
| MV           | 24 | Jillian Loyden   |     |     |
| F            | 4  | Cat Whitehill    |     |     |
| MF           | 5  | Lori Lindsey     |     | 59′ |
| MF           | 12 | Yael Averbuch    |     |     |
| A            | 13 | Megan Rapinoe    |     |     |
| F            | 14 | Stephanie Cox    |     |     |
| MF           | 15 | Casey Nogueira   |     | 83′ |
| Tränare:     |    |                  |     |     |
| Pia Sundhage |    |                  |     |     |

| MATCHREGLER - 90 minuter - Ingen förlängning - Straffläggning om det är oavgjort vid fulltid |

### Fotnoter
1. ↑  ”Vattenpolo när blågult blev trea”. Dagens nyheter. 4 mars 2010. http://www.dn.se/arkiv/sport/vattenpolo-nar-blagult-blev-trea/. Läst 2 februari 2017.